# 25870 Panchovigil
25870 Panchovigil è un neiger della fascia principale. Scoperto nel 2000, presenta un'orbita caratterizzata da un semiasse maggiore pari a 2,3619542 UA e da un'eccentricità di 0,1961671, inclinata di 2,28658° rispetto all'eclittica.